# Szung Mej-ling
Szung Mej-ling (tradicionális kínai:宋美齡, egyszerűsített kínai:宋美龄, pinjin:Sòng Měilíng, 1898. március 5. – 2003. október 23.) kínai politikus és festő, Csang Kaj-sek (Chiang Kai-shek) kínai generalisszimusz felesége és harminc éven át a Kínai Köztársaság first ladyje. Nyugaton főleg Madame Chiang Kai-sek néven ismert. Ő volt a legfiatalabb a három Szung nővér (Soong nővér) közül, akik mindegyike befolyásos kínai férfihoz ment hozzá. 10 éves korában az Amerikai Egyesült Államokba költözött, és Wellesleyben tanult, aminek köszönhetően teljesen átvette az amerikai életstílust, és tökéletesen elsajátította az angol nyelvet. Ez a későbbiek folyamán igen nagy segítségére volt.
Kínába visszatérve 1920-ban találkozott leendő férjével, Csang Kaj-sek (Chiang Kai-shek)kel, akivel 1927-ben házasodtak össze, és 48 évig éltek együtt, ám gyerekük nem született. Ezután Mej-ling (Meiling) változatos politikai pozíciókat töltött be a Kínai Köztársaság vezetésében, és már igen korán elkezdte lobbitevékenységét az Egyesült Államokban. 1937-ben az amerikai Time magazin az év emberének választotta, férjével közösen. A második kínai–japán háború idején is igyekezett minél több támogatást összegyűjteni, és 1943. február 18-án nagyszabású beszédet adott elő az Amerikai Egyesült Államok Kongresszusának mindkét házában.
A kínai polgárháború veresége után követte férjét Tajvanra, és itt is igyekezett minél nagyobb amerikai támogatást szerezni ügyének. Jelentős részben az ő érdeme volt az, hogy az Egyesült Államok csak 1977-ben ismerte el a pekingi kommunista kormányt mint legitim Kínát. Férje halálát követően az USA-ba költözött, majd négy év múlva visszatért egy évtizedre. 1988-ban újra az Egyesült Államokba költözött, és itt élt nagyobbrészt visszavonultan egészen 105 éves korában bekövetkezett haláláig.

## Élete

### Fiatalkora
1898. március 5-én született Sanghajban, negyedikként a hat gyerek közül. Néhol 1897-et tüntetik fel születési dátumként, ugyanis a kínaiak úgy számítják, hogy születésekor mindenki egyéves. Apja, Charlie Soong üzletember volt, tizenöt évet töltött el az Amerikai Egyesült Államokban, ahol áttért a metodista hitre. Ő azon kevés kínai közé tartozott, akik hittek a nők taníttatásának szükségességében, és így gyermekeit az Egyesült Államokban taníttatta. 1908-ban, tízéves korában Mej-ling (Meiling) is követte a már ott lévő testvéreit. A georgiabeli Maconba költözött, ahol egyik nővére tanult. Itt a Wesleyan Egyetem diákjai adtak neki magánórákat, majd egy demoresti iskolába iratkozott be. Tanulmányainak köszönhetően remekül elsajátította az angol nyelvet, georgai akcentussal. Hazatérése után jobban beszélt angolul, mint kínai nyelven.
1913-ban lett a Wellesley Egyetem tanulója, angol irodalom és filozófia szakon. Az itt töltött idő alatt változatos tevékenységekben vett részt, rendszeresen sportolt és a Tau Zéta Epszilon társaság tagja lett, és rendkívül népszerű volt társai között. Az egyetemet 1917-ben végezte el, majd visszatért Kínába, ahol a klasszikus kínai tanulmányokat sajátította el, valamint kínaiul tanult. Ezen kívül részt vett a Sanghaji Gyermekmunka Bizottság munkájában is.

### Házassága

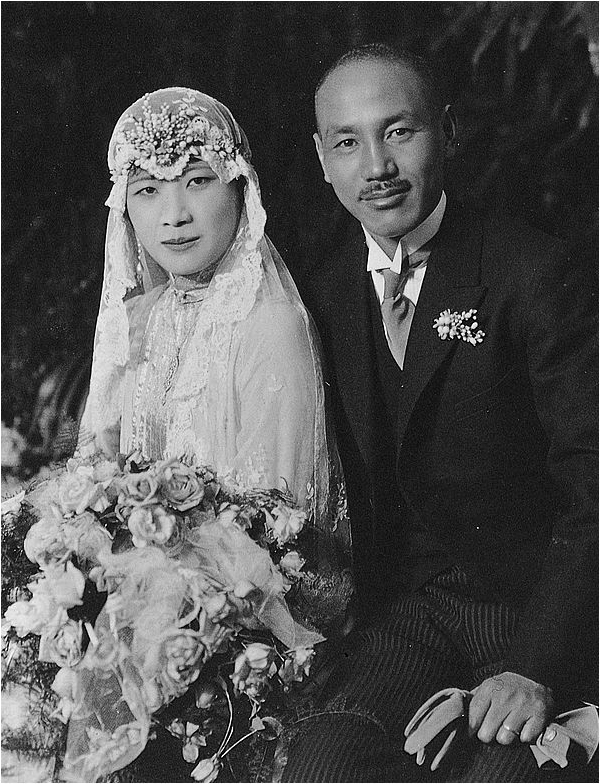
Szung (Soong) és Csang (Chiang) esküvői fotója

Három évvel visszatérése után, 1920-ban találkozott leendő férjével, Csang Kaj-sek (Chiang Kai-shek)kel, aki Szun Jat-szen (Sun Yat-sen) egyik szárnysegédje volt. Csang (Chiang) tizenegy évvel volt idősebb nála, már házas, és buddhista vallású volt. 1920-ban vált el első feleségétől, és a következő évben egy másik nőt vett feleségül. Amikor 1927-ben a Kuomintang élére került, igyekezett egy politikai szempontból jobb feleséget keresni. Először Szun Jat-szen (Sun Yat-sen) özvegyének, Szung Csing-lingnek (Soon Qinglingnek) a kezét akarta megkérni, ám ő nemet mondott neki. Ekkor kezdett ismét érdeklődni Mej-ling (Meiling) iránt. A lány kezének elnyeréséhez azonban az anyja beleegyezése kellett, aki azt a feltételt szabta, hogy Csang (Chiang) keresztelkedjen meg, és váljon el a feleségétől. Második feleségét ezért az Egyesült Államokba küldte tanulni, és később letagadta közös házasságukat, valamint megígérte, hogy keresztény hitre fog térni. A házasságra 1927. december 1-jén került sor. Az esküvő két részből állt: először egy szűk körű családi ceremóniát tartottak a Szung (Soong) rezidencián, majd egy jóval nagyobb politikai eseményt a sanghaji Majestic Hotelben, amely egy nyugati királyi esküvőre emlékeztetett külsőségeiben.
A házasság igen előnyös volt Csang (Chiang) számára, hiszen rokoni kapcsolatba került Konfuciusz egyik leszármazottjával, a vagyonos Kung Hsziang-hszivel (Kong Xiangxivel) és a kormány leendő pénzügyminiszterével, a Harvardon végzett Szung Ce-vennel (Song Ziwennel), valamint Szun Jat-szen sógora is lett. A házaspár 1931-ben villát épített fel Nankingban, ahová hétvégenként vonultak vissza. A házasságukból gyerek nem született.

### Politikai szerepvállalása
Mej-ling (Meiling) férjének hamarosan politikai társa is lett, és létrehozta az Új Élet Mozgalomnak nevezett alapelveit, amelyek elképzelése szerint modernizálták volna Kínát a társadalmi fegyelem alapján. Ezenkívül kampányokat indított a köztisztaság érdekében, és igyekezett a régi népi babonákat minél inkább háttérbe szorítani. Mivel Mej-ling (Meiling) amerikai nevelést kapott, amerikai módra élt és folyékonyan beszélt angolul, jó pár amerikai lap pártfogásába vette őket, mint Henry Luce vagy Clare Boothe Luce, akiknek köszönhetően a házaspár sokszor szerepelt a Time és a Life címlapjain. 1931-ben Kína első párjaként jelentek meg a Time magazinban, majd 1938-ban közösen az 1937-es év emberének választották őket. Mej-ling (Meiling) elég hamar nélkülözhetetlenné tetté magát férje számára, mint annak fordítója és legfőbb tanácsadója. Hannah Pakula szerint azonban munkája nem csak fordításból állt, ugyanis férje szavait gyakran tompítani kellett, hogy elérjék a megfelelő hatást. 1936-ban férjét Csang Hszüe-liang (Zhan Xueliang) kínai hadúr fogságba ejtette Hszianban, és ki akarta végeztetni. A Time magazin azonnal Csang (Chiang) pártjára állt, és felesége is a városba utazott.

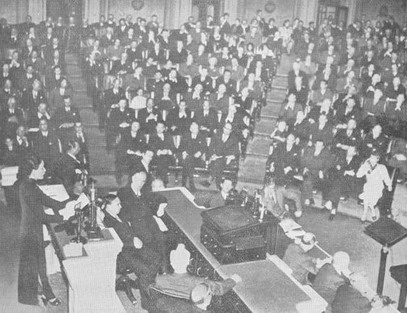
Szung beszédet mond az Amerikai Képviselőház előtt

A második kínai–japán háború kitörése után Mej-ling (Meiling) igyekezett sürgetni az Egyesült Államokat, hogy segítsen Kínának a háború megvívásában, ám erre egészen a Pearl Harbor-i támadásig várni kellett. Ekkor Franklin D. Roosevelt elnök sikeresen keresztülvitte a kölcsönbérleti törvényt, és Mej-ling (Meiling) az Egyesült Államokba utazott, hogy biztosítsa hazája számára a megfelelő mennyiségű utánpótlást. Az amerikaiak jelentős része szimpatizált vele, ugyanis a művelt, Amerika-barát Kína képviselőjét látták benne. 1943-as utazása során sok amerikait nyert meg ügyének, akik pénzzel támogatták Kína harcát a japánok ellen. Mej-ling (Meiling) tartózkodása alatt a Fehér Házban is vendégeskedett, ahol nagy megdöbbenést váltott ki azzal, hogy tapsolva hívta magát a pincért, ahogy az Sanghaj (Shanghai)ban szokás volt. Eleanor Roosevelt igencsak meglepődött, amikor megkérdezte tőle, hogy mit tennének, ha a szénbányászok sztrájkot jelentenének be. Mej-ling (Meiling) válaszul elhúzta mutatóujját a torka előtt. Eleanor elmondása szerint „gyönyörűen tudott a demokráciáról beszélni, ám nem tudta hogy kell egy demokráciában élni.” További gondokat okozott még azzal, ahogy a sajtóval bánt, ezért Roosevelt igyekezett minél hamarabb megszabadulni tőle, mielőtt még dugába dönti terveit Kína további segélyezéséről.
Li Teng-huj (Lee Teng-hui) kínai elnök később azzal vádolta meg Mej-ling (Meiling)et, hogy kenőpénzt fizetett az amerikai elnöknek, hogy segélyezze Kínát a Japán elleni harcban, ám ennek később semmilyen nyoma nem került elő. Látogatása alatt, 1943. február 18-án első kínaiként és második nőként beszédet mondott az amerikai kongresszus két házának közös ülésén. Mej-ling (Meiling) a kairói konferenciára is elkísérte férjét, ahol megállapodtak abban, hogy Kína a háború vége után megkapja Tajvant és a Penghu-szigeteket Japántól.
A második világháború befejeződése után Csang (Chiang) jelentős részben felesége iránti szeretetének köszönhette azt, hogy elvesztette országát. Ugyanis Mej-ling (Meiling) rokonai, legfőképp Szung Ce-ven (Song Ziwen), aki miniszterelnökként jelentős pénzt sikkasztott el, és intézkedései miatt a lakosság egésze elszegényedett, miközben a hivatalnokok hatalmas mennyiségű vagyont harácsoltak össze. Az ország gazdasága is gyorsan hanyatlani kezdett, és az ország eddigi legnagyobb kereskedelmi deficitje alakult ki. Ce-ven (Ziwen) és a Kung-család 380 millió amerikai dollár vagyont váltottak át illegálisan, és Csang (Chiang) kénytelen volt elmozdítani felesége bátyját a miniszterelnöki pozícióból. A Kuomintang saját lapja, a Központi Napilap is foglalkozott ezzel, és közölte, hogy a két család 300 millió amerikai dollár vagyont tett zsebre. Mej-ling (Meiling) azonban dühösen felhívta férjét, mire az rávette a lapot, hogy adjon ki közleményt arról, hogy csupán egy tizedesvessző került rossz helyre, és a két család csupán 3 millió dollárral gazdagodott. Azzal, hogy kiállt korrupt rokonai mellett, Mej-ling (Meiling) népszerűségén igen nagy csorba esett.
A kínai polgárháború a nacionalisták vereségével ért véget, és több millióan menekültek Tajvan szigetére. A Szung (Soong) család tagjai is ide menekültek, Szung Csing-ling (Soong Qingling) kivételével, aki a kommunisták oldalára állt, szakadást okozva ezzel a családban. Mej-ling (Meiling) immár az ország first ladyjeként folytatta addigi tevékenységét, és különféle szociális, oktatási és női jogokkal foglalkozó bizottságok és társaságok tagja lett. Ezen idő alatt tovább lobbizott férje ügye mellett, és igyekezett rábírni az amerikai elnököket, hogy segítsenek a nacionalistáknak visszajutni, és visszaszerezni a hatalmat, ám nem járt sikerrel.

### Későbbi élete
Csang Kaj-sek (Chiang Kai-shek) 1975-ben meghalt, és fogadott fia, Csang Csing-kuo (Chiang Ching-kuo) került hatalomra, aki nem szívelte mostohaanyját. Mej-ling (Meiling) ezért egészségi állapotára és mellrákjára hivatkozva Amerikába ment gyógykezelésre, ahol unokaöccséhez költözött. Mostohafia 1988-as halála után azonban hazaköltözött a szigetre, hogy segítsen régi barátainak hatalomra kerülni, azonban kísérlete kudarcba fulladt, és a tajvani születésű Li Teng-hujt (Lee Teng-huit) választották meg az ország elnökének. Mej-ling (Meiling) ezután ismét visszatért az Egyesült Államokba, és New Yorkban telepedett le, ahol festeni kezdett. Utolsó nyilvános megjelenése 2000-ben volt, amikor kínai tájakat ábrázoló festményeiből tartottak kiállítást. 2003. október 23-án halt meg, 105 éves korában.